# تنگه فرام

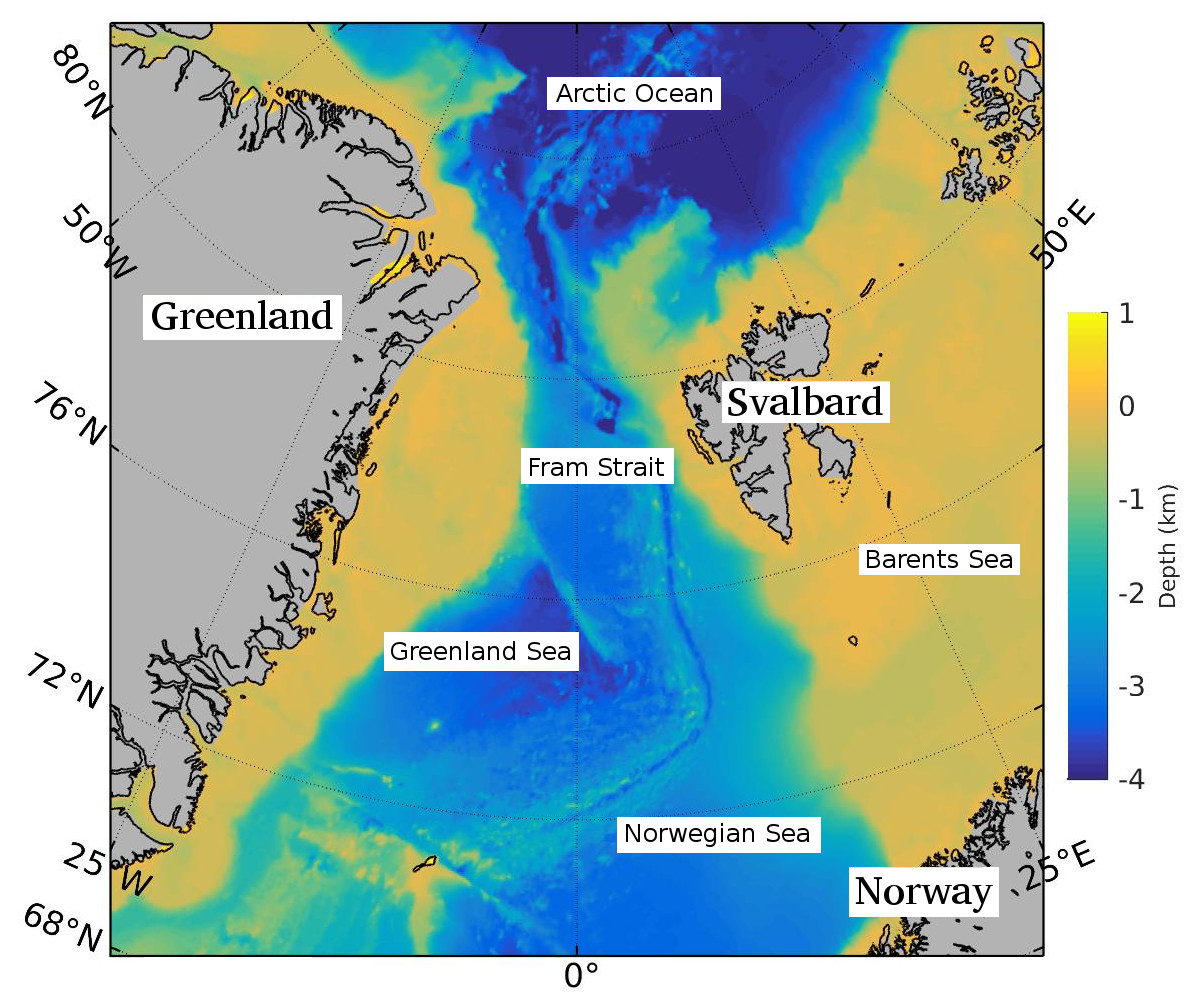
تنگه فرام میان گرینلند و جزایر سوالبارد واقع شده است.

تنگه فرام (انگلیسی: Fram Strait) گذرگاهی میان گرینلند و جزایر سوالبارد است که بین مدارهای ۷۷ درجه و ۸۱ درجه شمالی و بر روی نصف‌النهار مبدأ قرار دارد. دریاهای گرینلند و نروژ در جنوب تنگه و حوضه نانسن اقیانوس منجمد شمالی در شمال این تنگه گسترده شده‌اند. تنگه فرام تنها گذرگاه عمیق میان اقیانوس منجمد شمالی و اقیانوس جهانی به‌شمار می‌رود. مهم‌ترین پدیده‌های اقیانوس‌نگاری در این منطقه، جریان اسپیتزبرگن غربی در شرق تنگه و جریان گرینلند شرقی در غرب آن است.